# Belle-Anse
Belle-Anse, in creolo haitiano Bèlans, è un comune di Haiti facente parte dell'arrondissement di Belle-Anse nel dipartimento del Sud-Est.